# Saint-Jean-de-Thouars
Saint-Jean-de-Thouars é uma comuna francesa na região administrativa da Nova Aquitânia, no departamento de Deux-Sèvres. Estende-se por uma área de 4.96 km². Em 2010 a comuna tinha 1 400 habitantes (densidade: 282,3 hab./km²).